# Bierge
Bierge – gmina w Hiszpanii, w prowincji Huesca, w Aragonii, o powierzchni 145,03 km². W 2011 roku gmina liczyła 251 mieszkańców.